# Xavi
Xavier Hernández i Creus (født 25. januar 1980 i Terrassa, Catalonien, Spanien), bedre kendt som Xavi, er en spansk tidligere professionel fodboldspiller og cheftræner for FC Barcelona.
Han har spillet 133 landskampe for Spanien og var med ved VM 2002, EM 2004, VM 2006, EM 2008, Confederations Cup 2009, VM 2010, EM 2012, Confederations Cup 2013 og VM 2014.

## Spiller Karriere
Xavi har været i FC Barcelona siden han som 11-årig skiftede fra hjembyen Terrassa. Hans udvikling gik stærkt og han røg hurtigt op gennem Barcas ungdomssystemet i Barcas fodboldskole La Masia indtil han blev en nøglespiller for det Barcelona B-hold der spillede sig til oprykning til 2. division.
Louis van Gaal hentede ham op på førsteholdet og gav ham debut i den Spanske Supercup i sommeren 1998 mod Mallorca, i hvilken han både startede inde og scorede.
Han fik allerede i sin første sæson stor betydning for Barca, hvor han var medvirkende til at hjemføre det spanske mesterskab. Han spillede sin første landskamp mod Holland den 15. november 2000 og er siden blevet fast i startformationen.
Xavi var set som en perfekt erstatning for Josep Guardiola, og da den legendariske anfører skiftede til italiensk fodbold, overtog Xavi pladsen som spilfordeler.
Han har siden udfoldet sit store repertoire og er anerkendt for sine præcise dybe stikninger, stort overblik og en evne til at styre tempoet i kampene.
Trods sin ydmyge fysik evner Xavi at holde godt på bolden og bliver sjældent noteret for boldtab.
Selvom Xavi mest bliver brugt som en af de forreste centrale midtbanespillere i Barcelonas karakteristiske 4-3-3-system, kan han uden problemer spille den dybtliggende midtbane lige foran forsvaret.

## Træner Karriere
Efter at have afsluttet sin aktive spillerkarriere i 2019, begyndte Xavi Hernández sin trænerkarriere i Qatar. Han blev cheftræner for Al Sadd SC i 2019 og opnåede betydelige resultater, herunder 6 pokaler og et Qatar-mesterskab i 2021.
I november 2021 startede han som cheftræner i FC Barcelona, hvor det lykkedes ham at vinde La Liga og Supercopa de España i 2022–23 sæsonen. Her blev han, indtil han i maj 2024 stoppede som træner.

## Titler
FC Barcelona
- Spanske mesterskab: 8
  - 1998/1999, 2004/2005, 2005/2006, 2008/2009, 2009/2010, 2010/2011, 2012/2013, 2014/2015

- UEFA Champions League: 4
  - 2005/2006, 2008/2009, 2010/2011,2014/2015

- Spanske Pokalturnering: 3
  - 2008/2009, 2011/2012, 2014/2015

- Spanske Supercup: 6
  - 2005, 2006, 2009, 2010, 2011, 2013

- UEFA Super Cup: 2
  - 2009, 2011

- VM for klubhold: 2
  - 2009, 2011

Spaniens landshold
- EM 2008/ EM 2012
  - Vinder

- VM 2010
  - Vinder

Spanien (ungdom)
- OL 2000
  - Sølvmedalje

- FIFA World Youth Championship 1999
  - Vinder

- EM's bedste spiller 2008

- Bedste Midtbanespiller UEFA Champions League 2008/2009

- Warnoes pokal 2008

- Verdens bedste (Journalisternes Forenede Union, JFU)